# Чёрная лептура
Чёрная лептура (Leptura aethiops) — жук из семейства усачей и подсемейства Усачики.

## Описание
Жук длиной от 10 до 15 мм. Время лёта взрослого жука с мая по август.

## Распространение
Распространён в Центральной и Западной Европе.

## Экология и местообитания
Жизненный цикл вида длится два-три года. Кормовые растения: лиственные деревья, в основном ольха (Alnus), берёза (Betula) и др..